# Силино (Московская область)
Си́лино — деревня в Воскресенском муниципальном районе Московской области. Входит в состав сельского поселения Ашитковское. Население — 66 чел. (2010).

## География
Деревня Силино расположена в восточной части Воскресенского района, примерно в 9 км к северу от города Воскресенск. Высота над уровнем моря 132 м. В 1 км к западу от деревни протекает река Сушенка. Ближайший населённый пункт — деревня Леоново.

## Название
Название связано с производной формой одного из личных имён Павсилип, Силиан, Силуан или некалендарным личным именем Сила.

## История
В 1926 году деревня являлась центром Силинского сельсовета Усмерской волости Бронницкого уезда Московской губернии, имелось общежитие рабочей Силинской трудовой артели.
С 1929 года — населённый пункт в составе Ашитковского района Коломенского округа Московской области, с 1930-го, в связи с упразднением округа и переименованием района, — в составе Виноградовского района Московской области. В 1957 году, после того как был упразднён Виноградовский район, деревня была передана в Воскресенский район.
До муниципальной реформы 2006 года Силино входило в состав Конобеевского сельского округа Воскресенского района.

## Население
В 1926 году в деревне проживало 239 человек (120 мужчин, 119 женщин), насчитывалось 44 крестьянских хозяйства. По переписи 2002 года — 79 человек (32 мужчины, 47 женщин).
| 1926 | 2002 | 2010 |
| ---- | ---- | ---- |
| 239  | ↘79  | ↘66  |